# La musica dei poveri
La musica dei poveri è un album del 2002 del gruppo Mercanti di Liquore.
Il disco è stato prodotto dagli stessi Mercanti di Liquore e Mezzanima, registrato presso gli studi Mezzanima di Arcore.

## Canzoni
(Mercanti di Liquore)
- La traccia La benedizione di Fra' Bastiano è una scena estratta dal film Il marchese del Grillo di Mario Monicelli. La scena interessata, riguarda il discorso pre-esecuzione di Fra' Bastiano e al suo rifiuto dei Sacramenti.

- Frankenstein non è un pezzo inedito, in quanto, anche se in versione leggermente diversa, appare già sull'album Musica Mezzanima degli Zoo, gruppo dalle cui ceneri nacquero appunto i Mercanti di Liquore. Alla fine di Frankenstein, viene ripetuto più volte: «Tutto il male avevamo di fronte, tutto il bene avevamo nel cuore», un omaggio ad Italo Calvino ed alla sua poesia Oltre il ponte.
- Sul booklet originale, riguardo Cecco il mugnaio è riportata la frase «questa canzone è ispirata al nostro grande maestro e a lui dedicata».
- Brigante se more è una cover di una canzone di Eugenio Bennato e Carlo D'Angiò tratta dall'album omonimo del 1979.
- Viva la rosa è una vecchia canzone francese resa nota e già portata al successo in italiano dal duo Centanaro-Winderling nel 1972 con l'LP omonimo del titolo della canzone.
- Leggendo il testo originale in francese si possono notare varie differenze con il testo presente su quest'album.
- Lacrime amare è stata scritta dai Mercanti di Liquore, ma sull'album è cantata e suonata da Mariangela Pastanella.

## Musicisti
Ai tre musicisti monzesi, e a Mariangela Pastranella si sono aggiunti per le registrazioni una serie di volti più o meno noti del panorama musicale italiano, tra cui Andy dei Bluvertigo e Angapiemage Persico violinista di Davide Van De Sfroos, Gigi De Martino e Luca Urbani.

## Tracce
1. La benedizione di Fra' Bastiano (intro) – 1:52 (Mucilli)
2. Apecar – 4:14 (Monguzzi, Mucilli, Monguzzi)
3. Lombardia – 5:33 (Monguzzi, Mucilli, Monguzzi)
4. La musica dei poveri – 4:47 (Monguzzi, Spreafico, Monguzzi)
5. Il viaggiatore – 3:55 (Monguzzi, Spreafico, Monguzzi)
6. L'eroe – 5:08 (Monguzzi, Spreafico, Monguzzi)
7. Frankenstein – 3:07 (Monguzzi, Mucilli, Monguzzi)
8. Cecco il mugnaio – 6:14 (Monguzzi, Spreafico, Monguzzi)
9. Brigante se more – 3:27 (Bennato, D'Angiò)
10. Il vigliacco – 5:01 (Monguzzi, Mucilli, Spreafico, Monguzzi)
11. Santa Sara – 4:45 (Monguzzi, Mucilli, Spreafico, Monguzzi)
12. El pueblo entiende la poesia – 4:32 (Monguzzi, Spreafico, Monguzzi)
13. Viva la rosa – 3:14 (Centanaro, Winderling)
14. Lacrime amare – 4:13 (Monguzzi, Mucilli, Monguzzi)